# 北海道道19号苫小牧停車場線
北海道道19号苫小牧停車場線（ほっかいどうどう19ごう とまこまいていしゃじょうせん）は、北海道苫小牧市を通る道道（主要地方道）である。

## 概要
「駅前中央通」の愛称がある。

### 路線データ
- 起点：北海道苫小牧市表町5丁目（JR北海道 室蘭本線・千歳線・日高本線 苫小牧駅）
- 終点：北海道苫小牧市表町1丁目（国道36号交点）
- 総延長：0.776 km[1]
- 実延長：0.757 km[1]
- 重用延長：0.019 km[1]

## 歴史
- 1954年（昭和29年）3月30日 - 40号として路線認定[2]。
- 1993年（平成5年）5月11日 - 建設省から、道道苫小牧停車場線が苫小牧停車場線として主要地方道に指定される[3]。
- 1994年（平成6年）10月1日 - 路線番号を19号に変更[4]。

## 地理

### 通過する自治体
- 胆振総合振興局
  - 苫小牧市

### 交差する道路
苫小牧市
- 国道36号 - 表町1丁目（終点）

### 沿線にある施設など
苫小牧市
- JR北海道 室蘭本線・千歳線・日高本線 苫小牧駅 - 表町5丁目
- グランドホテルニュー王子 - 表町4丁目3-1
- 苫小牧信用金庫本店 - 表町3丁目1-6
- 北海道新聞社苫小牧支社 - 表町1丁目3-8
- 北洋銀行苫小牧中央支店 - 表町2丁目1-1